# Horace Pippin
Pour les articles homonymes, voir Pippin.

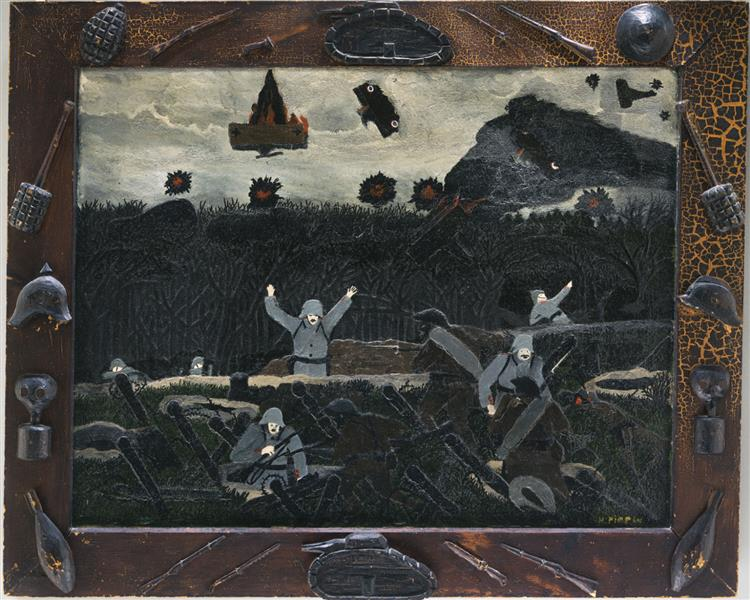

Horace Pippin (22 février 1888 – 6 juillet 1946) est un peintre afro-américain autodidacte. 

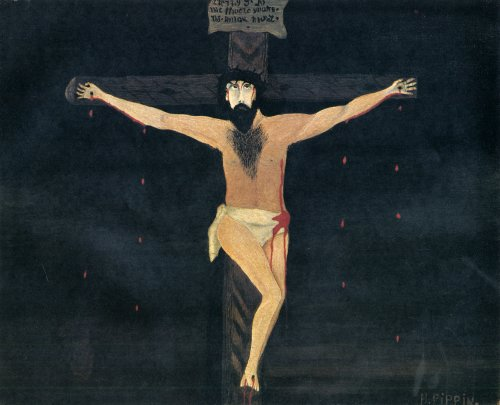

## Biographie
Horace Pippin naît à West Chester (Pennsylvanie) et grandit à Goshen (New York). Il fréquente des écoles ségréguées jusqu'à 15 ans, âge auquel il commence à travailler, essentiellement des petits emplois comme ferrailleur, brocanteur, manœuvre, etc.  
Durant la Première Guerre mondiale, il sert dans le  369e régiment d'infanterie, dessine beaucoup ses camarades de tranchées, puis perd l'usage de son bras droit des suites d'une blessure à l'épaulereçu après un tir de sniper Allemand. 
Il commence à peindre des toiles dans les années 1930. 
Il est rattaché au « style naïf ». Son travail figure l'injustice de l'esclavage et la ségrégation raciale, ainsi que le quotidien des Noirs dans son pays.
L'une de ses toiles les plus connues est un autoportrait de 1941.
Albert Barnes a reconnu son talent dès 1939-1940, quand Pippin commence à fréquenter l'institution qu'il a mise en place, ouverte à toute personne désireuse de pratiquer son art : quatre de ses travaux figurent dans sa fondation, .

## Quelques œuvres
- The Dinner, pyrogravure et gouache, 1940, Fondation Barnes ;
- Self-portrait, 1941 ;
- Asleep, huile sur toile marouflée, 1943, Metropolitan Museum of Art ;
- John Brown Going to his Hanging, 1942, Pennsylvania Academy of the Fine Arts, Philadelphie ;
- Domino Players, 1943, Phillips Collection, Washington D.C. ;
- Cabin in the Cotton.